# La giornata balorda
La giornata balorda è un film del 1960 diretto da Mauro Bolognini.

## Trama
Il ventenne Davide Saraceno, giovane disoccupato e sfaccendato delle borgate della periferia romana, esce dalla sua abitazione: da venti giorni ha avuto un figlio dalla vicina di casa Ivana e deve cercarsi un lavoro per poterla sposare e battezzare il bambino. Malvisto da entrambe le famiglie per la sua apatica indifferenza, deve darsi da fare e durante l'intera giornata vive una serie di sconclusionate esperienze che lo portano a contatto con varie persone. Si rivolge a uno zio che gestisce un losco giro d’affari che lo manda, con una lettera di presentazione, dall'equivoco ragionier Moglie che sembra avere le conoscenze giuste. Il ragioniere lo invia al losco avvocato Scardamazzi, che tra seccato e svogliato, scrive un'altra lettera e lo rimanda dal ragioniere.
Davide si rende conto di essere stato raggirato, si sfoga prendendo a calci ciottoli e alberi e incontra Marina, l'ex fidanzata che ora fa la "manicure" a domicilio, ma in realtà è una prostituta. Anche lei sta andando dal ragioniere, che ha la moglie al mare. Dopo un breve rapporto sessuale, i due si presentano al ragioniere, che stavolta gli consegna la lettera "giusta", permettendogli di essere assunto come facchino dallo pseudo commendator Romani, che traffica olio contraffatto con grasso di sapone. 
Comincia così la sua prima e unica giornata di lavoro, perché il suo camion prende fuoco mentre sulla spiaggia di Fregene incontra Freja, una donna sudamericana amante del suo datore di lavoro. La donna, probabilmente disgustata dall'immoralità professionale del commendatore, si concede a lui nella pineta; Davide le racconta le sue disavventure e la donna, presa a compassione, decide di donargli ‘50 sacchi’ (50.000 lire) per potersi procurare un posto fisso ai mercati generali, ma commette l’imperdonabile errore di affidare i soldi, per la consegna, ad un dipendente senza scrupoli che li trattiene quasi tutti. 
La giornata tramonta e Davide, avvilito, non ha il coraggio di tornare a casa. Ripensando ai fatti del giorno ricorda d’essere capitato in un appartamento in cui un ex deputato abbandonato dai suoi elettori, deceduto il giorno avanti, era esposto per le esequie con un grosso anello d’oro al dito. Davide sottrae l'anello e lo rivende procurandosi così il denaro per il battesimo del figlioletto e per il posto ai mercati generali.
Una giornata balorda finita bene: non raramente sono più i morti che non i vivi a fare del bene.

## Produzione
Alberto Moravia elaborò il soggetto fondendo insieme quattro suoi racconti usciti sul Corriere della Sera: La raccomandazione, Il naso, Lo scimpanzé e Addio alla borgata e in seguito pubblicati nelle raccolte Racconti romani e Nuovi racconti romani. I due sceneggiatori Pier Paolo Pasolini e Marco Visconti scrissero tutti i dialoghi in puro dialetto romanesco.
Per quanto riguarda l'episodio dell'anello sottratto al cadavere, giudicato "raccapricciante" dal magistrato che aveva chiesto il sequestro del film perché descriveva un «delitto contro la pietà dei defunti», Moravia dichiarò di essersi ispirato alla novella di Andreuccio da Perugia narrata dal Boccaccio nella seconda giornata del Decameron.
Una delle due protagoniste femminili avrebbe dovuto essere di origine nordica ma la produzione, non avendo trovato attrici adatte al ruolo, si impegnò all'ultimo momento perché venisse cambiato il personaggio, adattandolo a Lea Massari che infatti interpreta il ruolo di una sudamericana.
Il film fu girato in prevalenza in diversi punti di Roma. Le scene sulla spiaggia furono invece girate a Fregene.

## Distribuzione

### Censura
La commissione di revisione cinematografica autorizzò la distribuzione del film nelle sale, col divieto di visione ai minori di 16 anni, dopo aver imposto la modifica o il taglio di quattro sequenze:
1. Eliminazione della sequenza dove Davide e Marina si abbracciano ripetutamente nella camera dove giace il morto;
2. Eliminazione della sequenza dove Marina offrendosi alle voglie di Davide, sulla terrazza, si toglie la blusetta;
3. Riduzione della scena fra Davide e Freja, distesi per terra nel bosco, allorché il giovanotto inizia a slacciare la camicetta alla donna, per rimanere poi, dopo l’amplesso sdraiati accanto;
4. Nello stornello della "Sora Tosca", eliminazione della frase "...che se tua madre è na bona donna tu sei una fija de na gran puttana";
5. Nella frase detta da Freja "Salve! Oh Dio, l'onorevole Salomone con tutta la famiglia!" e conseguente frase "Va male! Per fortuna c'era l'onorevole. Stanno cercando il camion", sostituzione della parola "onorevole" in "generale";
6. La frase di David che parlando a Freja dei poliziotti dice "Una volta mi hanno dato solo degli schiaffi"; Freja: "Perché che avevi fatto?"; Davide: "Niente!", viene modificata in "Una volta ho passato una notte in guardina"; Freja: "Perché che avevi fatto?"; Davide: "Niente!";
7. Nel dialogo: Freja: "Vai con le ragazze della tua età, o con le puttane?" Davide: "Beh! Quando ci ho dato i soldi cò le puttane, le altre quando le trovo... di solito cò le puttane", sostituzione della parola "puttane" in "prostitute";
8. Modifica della frase detta da Carpisi: "Sta a sistemà le cose con l'onorevole" in "Sta di là a sistemà le cose";
9. Eliminazione della scena di Marina seminuda nello studio del ragioniere;
10. Eliminazione della battuta: "Ci hai mai pensato a metterti con una come me? È un mestiere che rende..."«»

Oltre un mese più tardi la procura di Milano sentenzia il sequestro del film su tutto il territorio nazionale per «contenuto osceno», aggiungendo che «pur non riproducendo gli atti propri della congiunzione carnale, ne descrivono concretamente i preliminari e gli atteggiamenti successivi così da offendere in modo rilevante il comune senso del pudore».
Dopo un'ulteriore revisione, vennero eliminate altre sequenze, per un totale di 28 tagli per 114 metri di pellicola. In seguito a ciò, il film ebbe nuovamente il permesso di proiezione.
Bolognini, Pasolini e Moravia furono denunciati penalmente per divulgazione di spettacolo immorale.
(Alberto Moravia)
Nel 1977 la richiesta di una terza revisione per la trasmissione televisiva da parte della Rai, riduce il divieto ai minori di 14 anni; anche questa revisione portò ulteriori alleggerimenti di diverse sequenze e l'eliminazione di una intera scena.

## Critica
(Leo Pestelli)